# Francisco Delgado

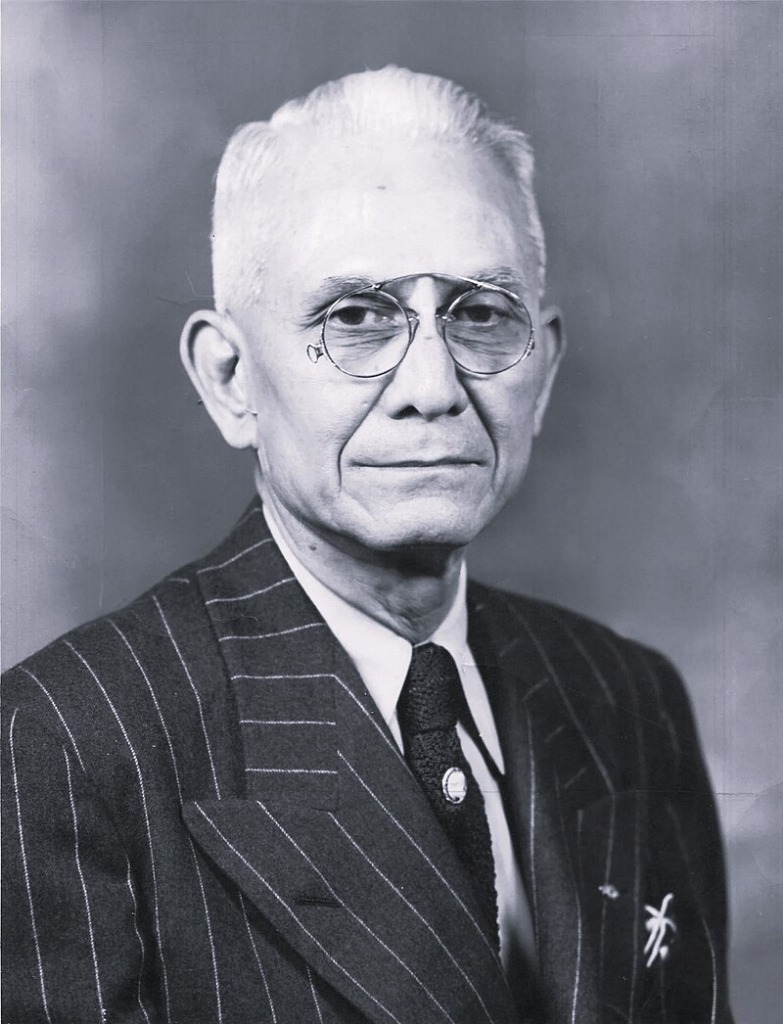
Francisco Delgado

Francisco Afan Delgado (Bulacan, 25 januari 1886 - Manilla, 17 oktober 1964) was een Filipijns advocaat, rechter, ambassadeur en politicus.

## Biografie
Francisco Delgado werd geboren op 25 januari 1886 in Bulacan in de Filipijnse provincie Bulacan. Hij was een zoon van Nemesio Delgado en Manuela Afan en had nog twee oudere broers en drie oudere zussen. Zijn moeder had graag gezien dat hij priester werd. Toen hij echter wees werd, koos hij zelf echter voor een andere opleiding. Delgado volgde onderwijs aan het Colegio de San Juan de Letran en het Colegio Filipino. Nadien vertrok hij naar de Verenigde Staten. Daar volgde hij onderwijs aan de Los Angeles High School en Compton Union High School en behaalde hij in 1907 een bachelor-diploma rechten aan de Indiana University in Bloomington. Een jaar later voltooide Delgado cum laude een masteropleiding rechten aan Yale.
Nadat hij dat jaar was toegelaten tot de balie, werkte hij enige tijd als advocaat voor een kantoor in Indianapolis. Nog in 1908 keerde Delgado echter terug naar de Filipijnen waar hij werkte als klerk voor de Filipijnse overheid. In 1912 werd hij benoemd tot hoofd van de juridische afdeling van het Executive Bureau. Vanaf 1913 werkte hij weer als advocaat. Hij had enige tijd een advocatenkantoor met Manuel Camus genaamd Camus and Delgado Law Office. Ook doceerde hij vanaf 1920 rechten aan onder meer de University of the Philippines, de University of Manila en de Far Eastern University.
In 1931 werd Delgado namens het 1e kiesdistrict van Bulacan gekozen tot lid van het Filipijns Huis van Afgevaardigden. In 1934 werd hij herkozen, maar kort daarna werd hij echter gekozen tot opvolger van Camilo Osias, een van de twee Filipijnse Resident Commissioners. In deze functie, die hij bekleedde van 3 januari 1935 tot 14 februari 1936 vertegenwoordigde hij de Filipijnen in het Amerikaanse Huis van Afgevaardigden. Ook mocht hij toespraken houden en meedebatteren, maar hij had in tegenstelling tot de reguliere afgevaardigden, geen stemrecht. In februari 1936 werd Delgado benoemd tot rechter van het Hof van beroep. Deze functie bekleedde hij tot hij het jaar erna ontslag nam om zijn werk als advocaat ter hervatten. Van 1938 tot 1950 was Delgado president van de Philippine Bar Association.
Na de Tweede Wereldoorlog werd Delgado benoemd tot het enige Filipijnse lid in de U.S.-Philippine War Damage Commission. In deze periode van 4 juni 1946 tot 31 maart 1951 was hij samen met de overige leden van deze commissie verantwoordelijk voor de verdeling van Amerikaans geld voor de hulp bij de wederopbouw. In 1946 werd Delgado door president Sergio Osmeña genomineerd voor rechter in het Internationaal Gerechtshof en gevraagd voor rechter van het Hooggerechtshof van de Filipijnen. Beide posities wees hij echter af, vanwege zijn verplichtingen voor de War Damage Commission.
In 1951 werd hij voor zes jaar gekozen in de Senaat van de Filipijnen. In de Senaat was Delgado onder meer, samen met Cipriano Primicias en Jose Locsin indiener van Republic Act 1789 uit 1957, een wet die regelde hoe de Filipijnen met het reparatie- en ontwikkelingsgeld dat Japan zou gaan betalen zou omgaan. In 1958 werd Delgado door president Carlos Garcia benoemd tot ambassadeur en permanent lid van de Verenigde Naties.
Delgado overleed in 1964 op 78-jarige leeftijd in de Filipijnse hoofdstad Manilla. Hij was getrouwd met Rosario Montenegro en kreeg met haar drie kinderen.